# マルセイユ
マルセイユ（Marseille [maʁsɛj] ( 音声ファイル)）は、フランス共和国南部に位置する都市。プロヴァンス＝アルプ＝コート・ダジュール地域圏 (Provence-Alpes-Côte d'Azur, PACA) の首府、ブーシュ＝デュ＝ローヌ県の県庁所在地である。同国最大の港湾都市であり、地中海リオン湾を臨む。

## 概要
マルセイユ市の人口は約87万人。マルセイユ都市共同体の中心であり、近郊地域を併せた人口は約176万人である。都市圏人口はパリに次ぎ第二位の規模となる。近郊には古都エクス＝アン＝プロヴァンスがある。
マルセイユの歴史的な領域は、西を海と山地に、南をカルスト地帯に、コート・ブリュやエスタック、鎖状にエトワール山地やガルラバン山地に囲まれ、円形競技場のようなかたちをしている。市街は非常に広い地域に広がっており、フランス本土のコミューンのうち面積では第5位である。
周辺のプロヴァンス地域と共に、2013年の欧州文化首都となった。

## 名称
都市名は古代ギリシア語マッサリア (Μασσαλία, Massalía)、およびラテン語化されたマッシリア (Massilia) に由来する。
イタリア語ではマルシリア（Marsiglia）、スペイン語ではマルセイヤ（Marsella）。漢字による表記は馬耳塞であるが、中国語では馬賽が用いられる。

## 歴史
マルセイユの歴史は古く、小アジアから来た古代ギリシアの一民族であるポカイア人が紀元前600年頃に築いた植民市マッサリア（マッシリア）にその端を発する。このためフランスにおいてマルセイユは "cité phocéenne" （ポカイア人の街）とも綽名されている。
当初はコルドバ山地の鉱物採掘を目的として建設されたが、内陸との交易中継地として軌道に乗り、やがてワインの産地としても繁栄するようになる。
紀元前3世紀から紀元前2世紀にかけてのポエニ戦争ではローマ側につき、カルタゴと敵対した。カエサルの『ガリア戦記』にもマッシリアへの言及が見られる。紀元前49年からのカエサルとグナエウス・ポンペイウスの間で起った内戦ではポンペイウスを支持したが敗北し、自治都市としての権限を大きく縮小された（マッシリア包囲戦）。当時のマッシリアはガッリア・トランサルピーナ属州におけるギリシア系住民の拠点であったが、徐々にローマ化が進んでいった。
3世紀ごろ、キリスト教がもたらされた。10世紀にプロヴァンス伯の支配するところとなり、1481年にはフランス王国に併合された。中世にはあまり振るわなかったが、港での交易は18世紀に盛んになった。1720年には大規模なペストの流行 (マルセイユの大ペスト) で10万人程度の死者が発生したが、18世紀後半には復興した。フランス革命とナポレオン戦争で一時後退したが、産業の要地となって現在の商工業を中心とする市街が発展し、19世紀半ば以降、港湾施設が充実し多くの工業が興る。しかし、第二次世界大戦ではドイツ軍に占領され、大きな損害を受けた。大戦後は大建設計画により高層ビルの多い現代都市に変わった。
2023年6月27日、パリ近郊のナンテールで、17歳の北アフリカ系の少年が検問中の警察官から銃撃を受けて死亡。このことを契機にフランス各地で、デモと暴動が拡大。同年7月1日、マルセイユでも市民と警察が衝突し、警察側は催涙ガスを使いながら暴徒の摘発を行い、少なくとも56人が逮捕された。
2020年代には貧困率の高さを背景に治安が悪化、麻薬関連の暴力事件が多発するようになった。2023年の麻薬関連の死者数は過去最多の49人。2024年には少年が50回刺された後に生きたまま焼殺される事件も発生した。

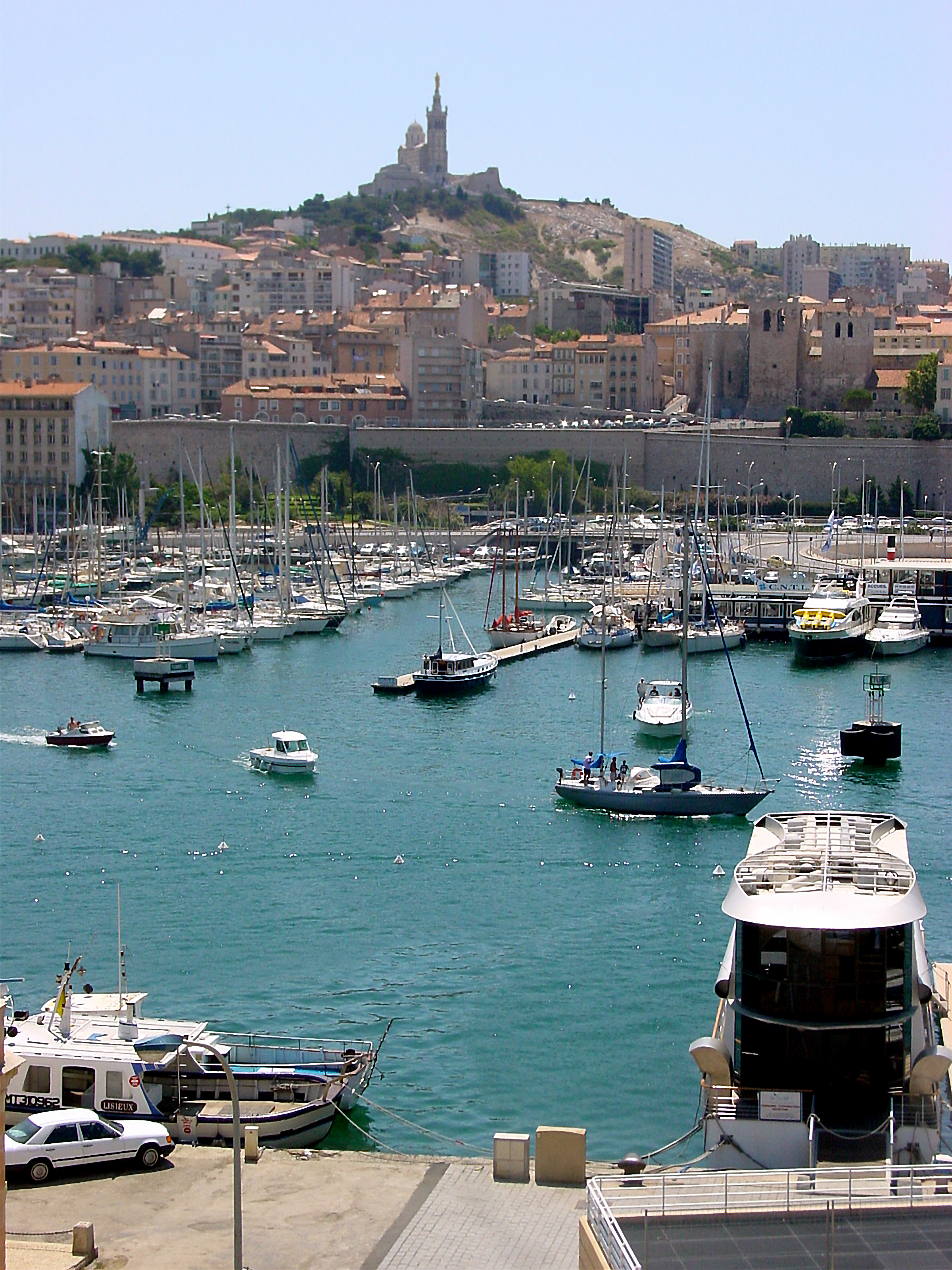
旧港よりノートルダム・ド・ラ・ガルド寺院を望む
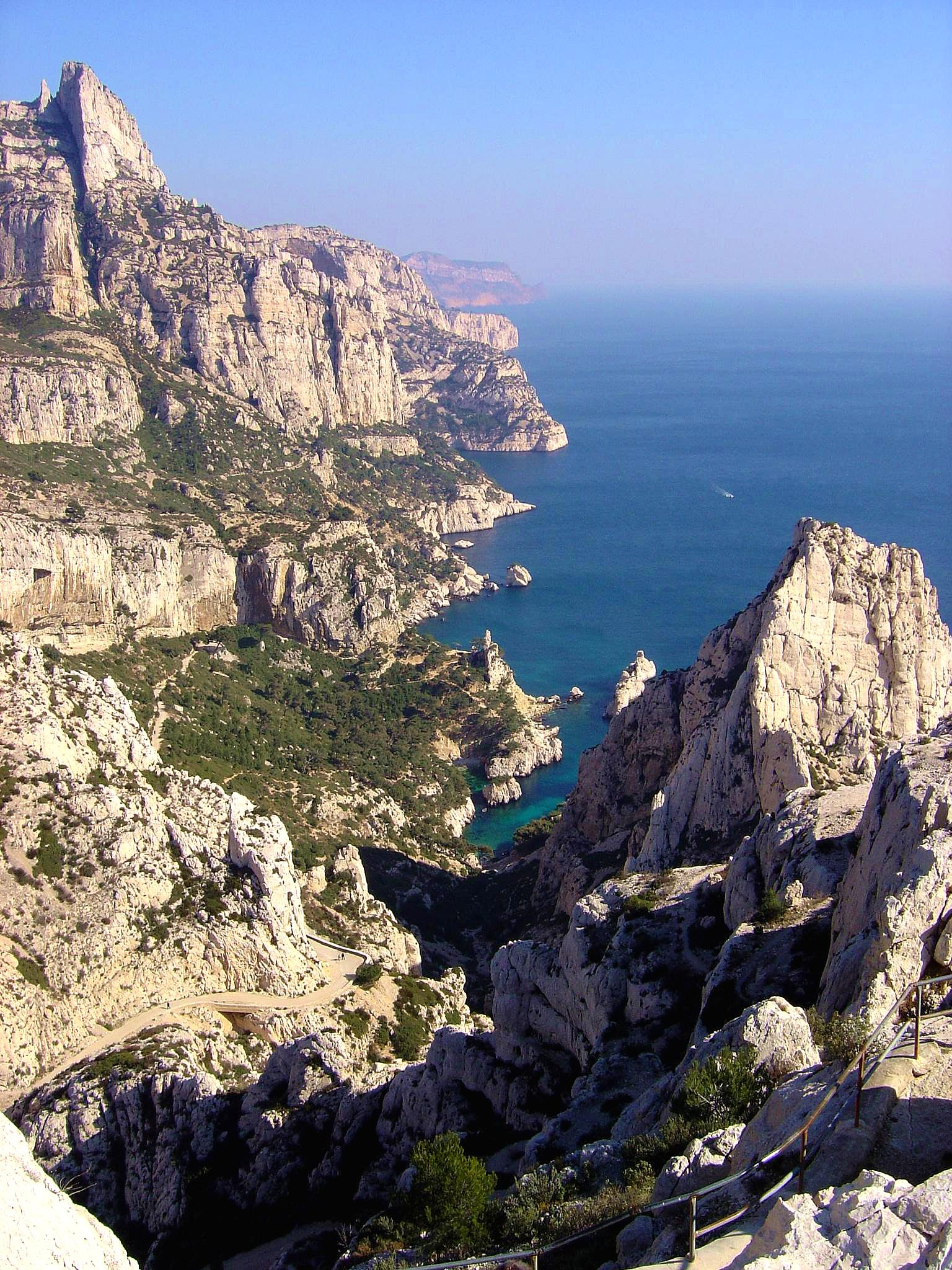
カランク
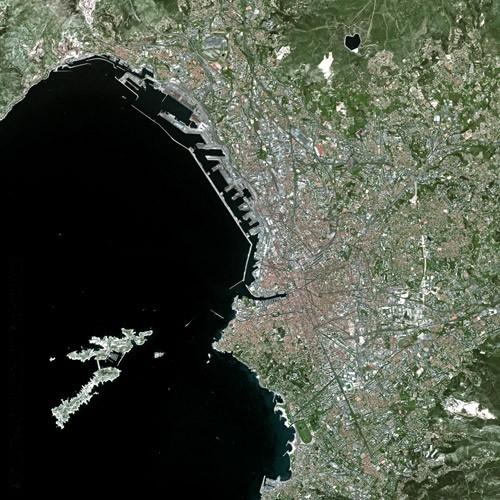
マルセイユの衛星写真

## 地理

### 気候
温暖で湿潤な冬と全体的に乾燥する夏を持つ地中海性気候である。最も寒いのは1月と2月で、平均気温は8℃から9℃である。ローヌ川谷に起因する厳しい寒風ミストラルも知られており、冬と春に多く吹きつける。サハラ砂漠から吹き付ける熱風であるシロッコはそれほど起こらない。
| マルセイユの気候                              | マルセイユの気候 | マルセイユの気候 | マルセイユの気候 | マルセイユの気候 | マルセイユの気候 | マルセイユの気候 | マルセイユの気候 | マルセイユの気候 | マルセイユの気候 | マルセイユの気候 | マルセイユの気候 | マルセイユの気候 | マルセイユの気候 |
| 月                                            | 1月              | 2月              | 3月              | 4月              | 5月              | 6月              | 7月              | 8月              | 9月              | 10月             | 11月             | 12月             | 年               |
| --------------------------------------------- | ---------------- | ---------------- | ---------------- | ---------------- | ---------------- | ---------------- | ---------------- | ---------------- | ---------------- | ---------------- | ---------------- | ---------------- | ---------------- |
| 平均最高気温 °C （°F）                        | 11.2 (52.2)      | 12.6 (54.7)      | 15.3 (59.5)      | 17.7 (63.9)      | 22.2 (72)        | 26.1 (79)        | 29.5 (85.1)      | 29.2 (84.6)      | 25.3 (77.5)      | 20.3 (68.5)      | 14.7 (58.5)      | 12.0 (53.6)      | 19.7 (67.5)      |
| 日平均気温 °C （°F）                          | 7.1 (44.8)       | 8.3 (46.9)       | 10.7 (51.3)      | 13.1 (55.6)      | 17.4 (63.3)      | 21.1 (70)        | 24.1 (75.4)      | 23.9 (75)        | 20.4 (68.7)      | 15.9 (60.6)      | 10.8 (51.4)      | 8.0 (46.4)       | 15.1 (59.2)      |
| 平均最低気温 °C （°F）                        | 3.0 (37.4)       | 3.9 (39)         | 6.0 (42.8)       | 8.5 (47.3)       | 12.6 (54.7)      | 16.0 (60.8)      | 18.7 (65.7)      | 18.7 (65.7)      | 15.5 (59.9)      | 11.6 (52.9)      | 6.8 (44.2)       | 4.1 (39.4)       | 10.5 (50.9)      |
| 降水量 mm （inch）                            | 53.6 (2.11)      | 43.5 (1.713)     | 40.4 (1.591)     | 57.9 (2.28)      | 41.2 (1.622)     | 25.4 (1)         | 12.6 (0.496)     | 31.4 (1.236)     | 60.6 (2.386)     | 85.4 (3.362)     | 50.6 (1.992)     | 52.0 (2.047)     | 554.6 (21.835)   |
| 平均降水日数                                  | 6.1              | 5.1              | 4.8              | 6.3              | 4.9              | 3.5              | 1.4              | 3.1              | 4.1              | 6.3              | 5.2              | 5.6              | 56.4             |
| 平均月間日照時間                              | 150              | 155.5            | 215.1            | 244.8            | 292.5            | 326.2            | 366.4            | 327.4            | 254.3            | 204.5            | 155.5            | 143.3            | 2,835.5          |
| 出典：世界気象機関 (国際連合), フランス気象局 |                  |                  |                  |                  |                  |                  |                  |                  |                  |                  |                  |                  |                  |

### 人口
| 1962年  | 1968年  | 1975年  | 1982年  | 1990年  | 1999年  | 2006年  | 2012年  | 2016年  |
| ------- | ------- | ------- | ------- | ------- | ------- | ------- | ------- | ------- |
| 778 071 | 889 029 | 908 600 | 874 436 | 800 550 | 795 518 | 839 043 | 852 516 | 870 018 |

source=1999年までLdh/EHESS/Cassini、2004年以降INSEE
16世紀中の人口推移は、1524年では1万5千、1585年には3万5千、1597年に3万人。
2008年時点のマルセイユ人口における移民数は108,392人で、これは総人口の12.7%である（そのうちの2.2%がヨーロッパ出身者、非ヨーロッパ出身者が10.5%で主にマグリブ諸国出身である）。さらに、1999年には、18歳未満の若者の41.8%の少なくとも片親が移民であった（うち23%がマグリブ諸国、サハラ以南アフリカ、またはトルコ出身））。住民が移民である割合（うち40%はマグリブ諸国）は、マルセイユ内3つの区において2005年に50%を超えた。

## 対外関係

### 姉妹都市・提携都市
姉妹都市
| - アビジャン、コートジボワール、1958年 - アントウェルペン、ベルギー、1958年 - コペンハーゲン、デンマーク、1958年 - ジェノヴァ、イタリア、1958年 - ハイファ、イスラエル、1958年 - ハンブルク、ドイツ、1958年 - 神戸、日本、1961年 | - ダカール、セネガル、1968年 - オデッサ、ウクライナ、1972年 - ピレウス、ギリシャ、1984年 - 上海、中華人民共和国、1987年 - マラケシュ、モロッコ、2004年 - リマソール、キプロス |

## 経済
南フランスにおける貿易・商業・工業の一大中心地である。
商工会議所の起源もマルセイユだとされている。
近接するトゥーロン軍港に対して、貿易港を有する。これはフランスおよび地中海で最大、ヨーロッパでは第3位の玄関港として、110航路、120カ国の360以上の港と連絡している。
工業は鉄鋼・化学・プラスチック・金属・造船・石油精製・建設資材・石鹸・食品加工が発達している。

## 教育

### 大学
- エクス＝マルセイユ大学（Université d'Aix-Marseille） - 2012年に3校を再統合して創設された。

## 交通

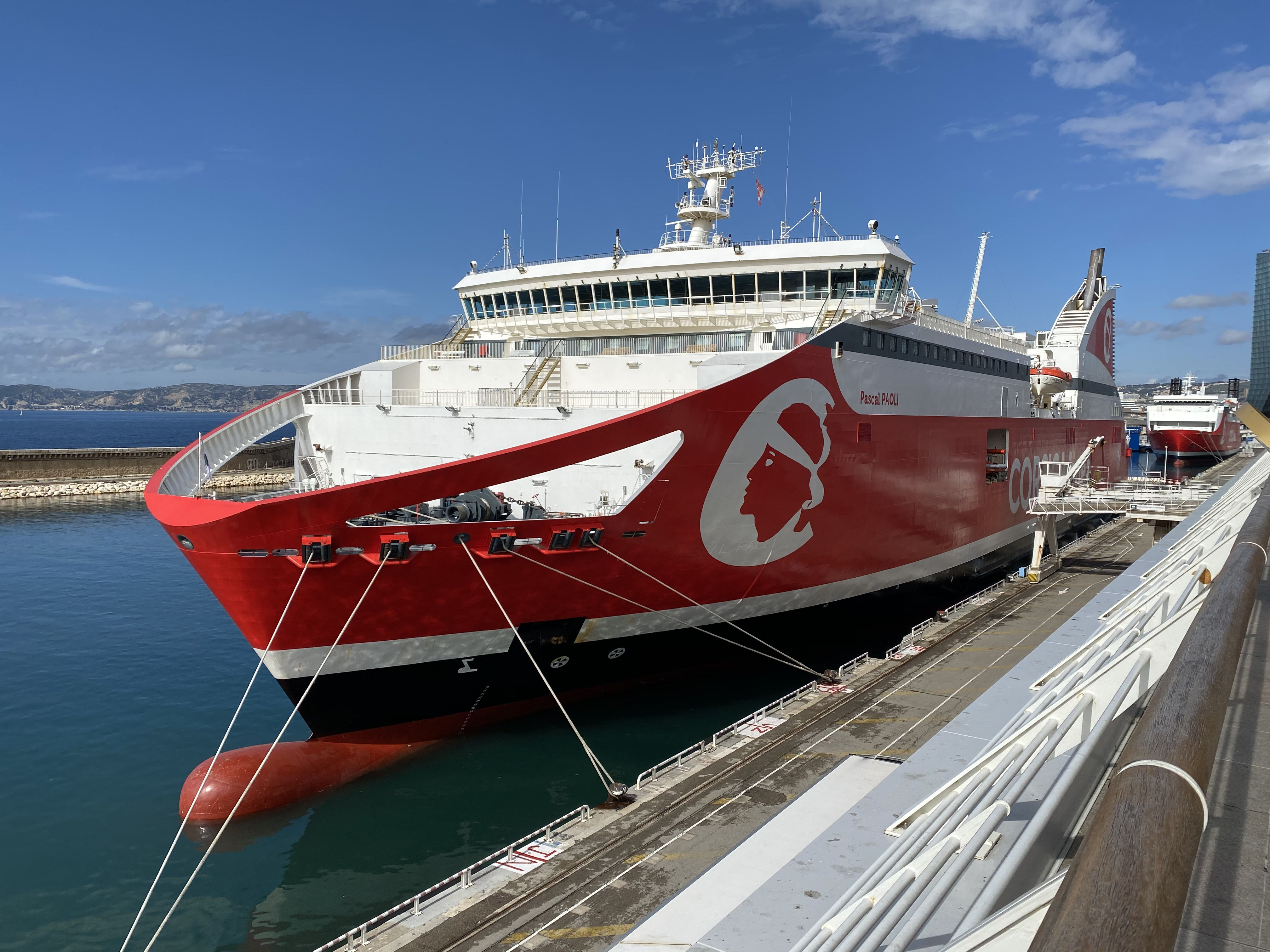
コルシカ・リネアのフェリー

### 空路

#### 空港
- マルセイユ・プロヴァンス空港は近郊のマリニャーヌ (Marignane) にあり、貨物取扱でフランス第2位、旅客取扱でフランス第3位を誇り、国際線90便、パリ便46便が運行されている。IATA空港コードは MRS。

### 鉄道

#### 鉄道路線
サン・シャルル駅はマルセイユの鉄道の中心駅であり、TGV が発着する。高速線の開通により、パリとの所要時間が三時間に、ブリュッセルとの所要時間が五時間に短縮された。

#### 地下鉄
市内の公共交通には市が運営するマルセイユ・メトロがあり、2路線を運行している。

### 軌道

#### 路面電車
2007年に開業した路面電車がある。
路面電車の建設に伴い、トランジットモールの整備や街路樹の植生等の都市改造が計画的に行われている。
港町であることから、舟をモチーフにしたユニークな車体が特徴となっている。

### バス

#### バス路線
- マルセイユ市営バス

### 航路

#### 船舶
- 海上交通はコルシカ・リネア社およびラ・メリヂオナル社が提供する定期フェリーによってコルシカ島と結ばれている。コルシカ・リネアは、アルジェリアとチュニジアへの国際航路も提供している。

## 観光

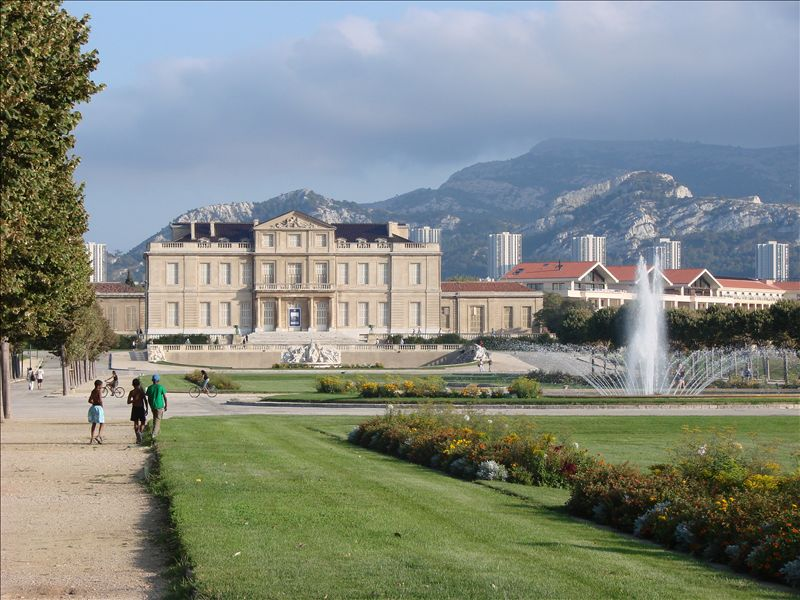
ボレリー城 (fr) に近年移転してきた「ファイアンス焼きとモードの装飾芸術美術館 (Musée des arts décoratifs, de la faïence et de la mode)」
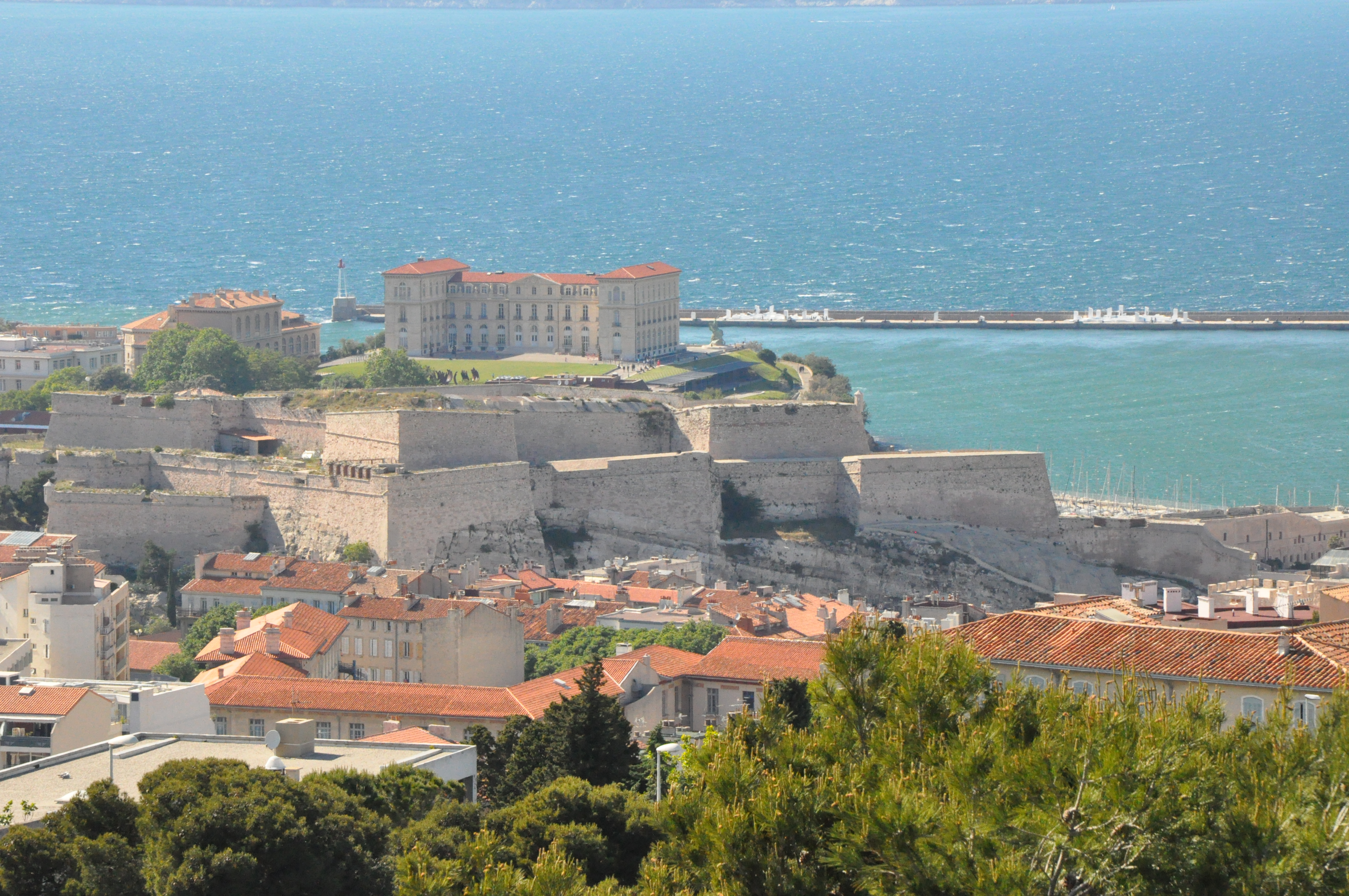
小説『モンテ・クリスト伯』の舞台でもあるサン＝ニコラ要塞 (砦) にあるファロ宮殿 (Le Fort Saint-Nicolas et le Palais du Pharo)。現在はエクス＝マルセイユ大学本部と, オルレアン, リヨン, リール各大都市圏に次ぐ4位のマルセイユ＝プロヴァンス都市圏共同体の公施設法人 (fr) が入居
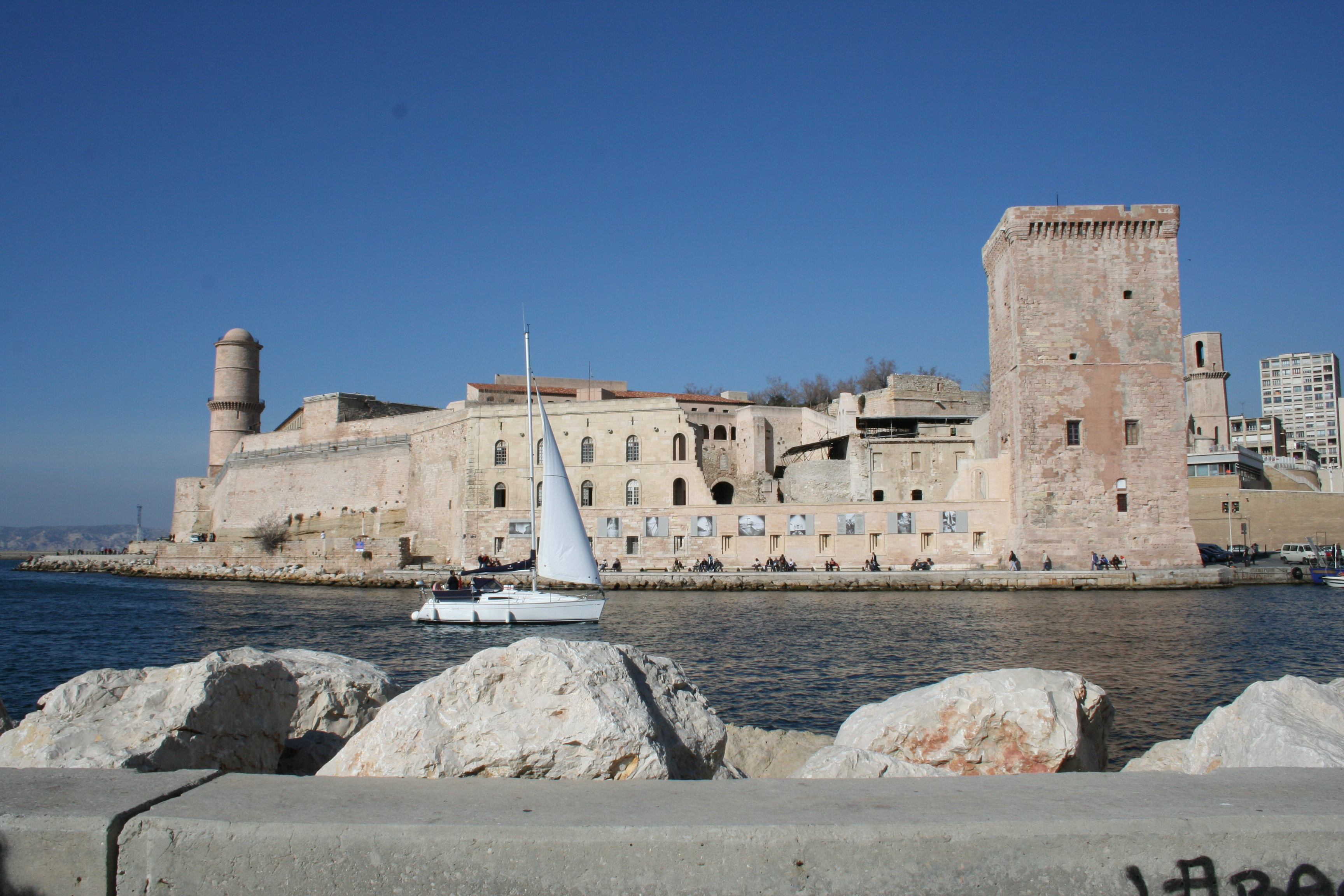
サン＝ジャン要塞, サン＝ニコラ要塞側から見る (Fort Saint Jean de Marseille. Photo prise à partir du fort Saint Nicolas.)

商業都市であるため、南フランスの都市としては珍しく、観光面の魅力にはやや乏しい。
- 丘の上に立つノートルダム・ド・ラ・ギャルド（守護聖人）教会⇒ノートルダム・ド・ラ・ギャルド・バシリカ聖堂（英語版）
- 都市の南東部の海岸線一帯はカランク（入り江）と呼ばれ、景勝地となっている。
- マルセイユ港港外の流刑島シャトー・ディフ。アレクサンドル・デュマ・ペールの小説『モンテ・クリスト伯』に登場する。
- 名物料理のブイヤベース。魚をすりつぶしたスープで、もともとは海から戻った漁師の体を温めるためのものであったが、今では高級料理となっている。一般に、近郊のカシの白ワインと好相性とされる。
- 食前酒としてパスティスが好まれる。無色透明のリキュールで、水を注ぐと白濁する。甘くてアニス風味が強烈だが、クセになる[要出典]。
- 博物館にはヨーロッパ地中海文明博物館（英語版）・マルセイユ歴史博物館（英語版）・カンティーニ美術館（英語版）がある[16]。

## 文化・名物
マルセイユは2013年に欧州文化首都となった。フランスで人気のヒップホップ・ユニットIAM、フォンキー・ファミリーの出身地でもある。

### マルセイユ石鹸
マルセイユ石鹸は植物由来の原料から作られるマルセイユの伝統的な石鹸。その歴史は古く、製造方法が確立する前の最古の販売記録は1370年にさかのぼり、1688年にルイ14世治世下の財務総監、ジャン＝バティスト・コルベールが「マルセイユ石鹸」（サボン・ド・マルセイユ）の名称をマルセイユ産のオリーブ・オイルのみを原料とする、脂肪含有率が72%以上の石鹸に使用するとした勅令を出した。2003年3月以降は厳密な原産地呼称ではなく、動物性の原料も含む成文化された脂肪酸の最小含有量に基づいた製品に冠されるとしているが、今日でも伝統的なマルセイユ石鹸の原料は植物由来のものでなければならない。

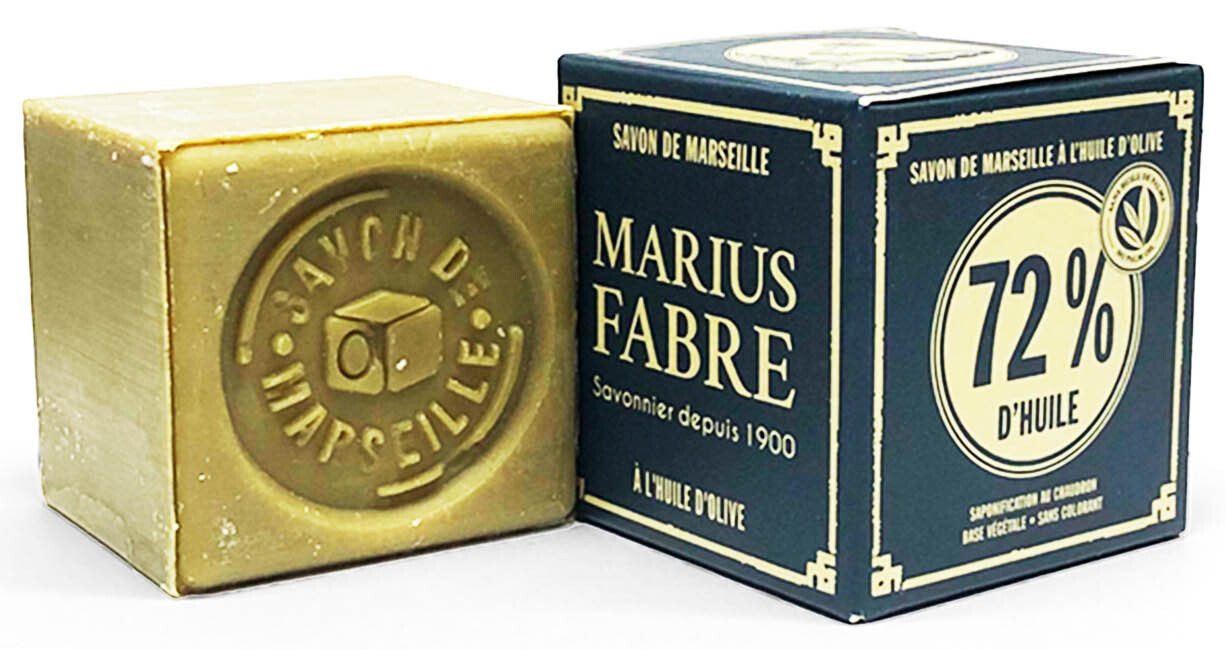
マルセイユ石鹸のパッケージの例
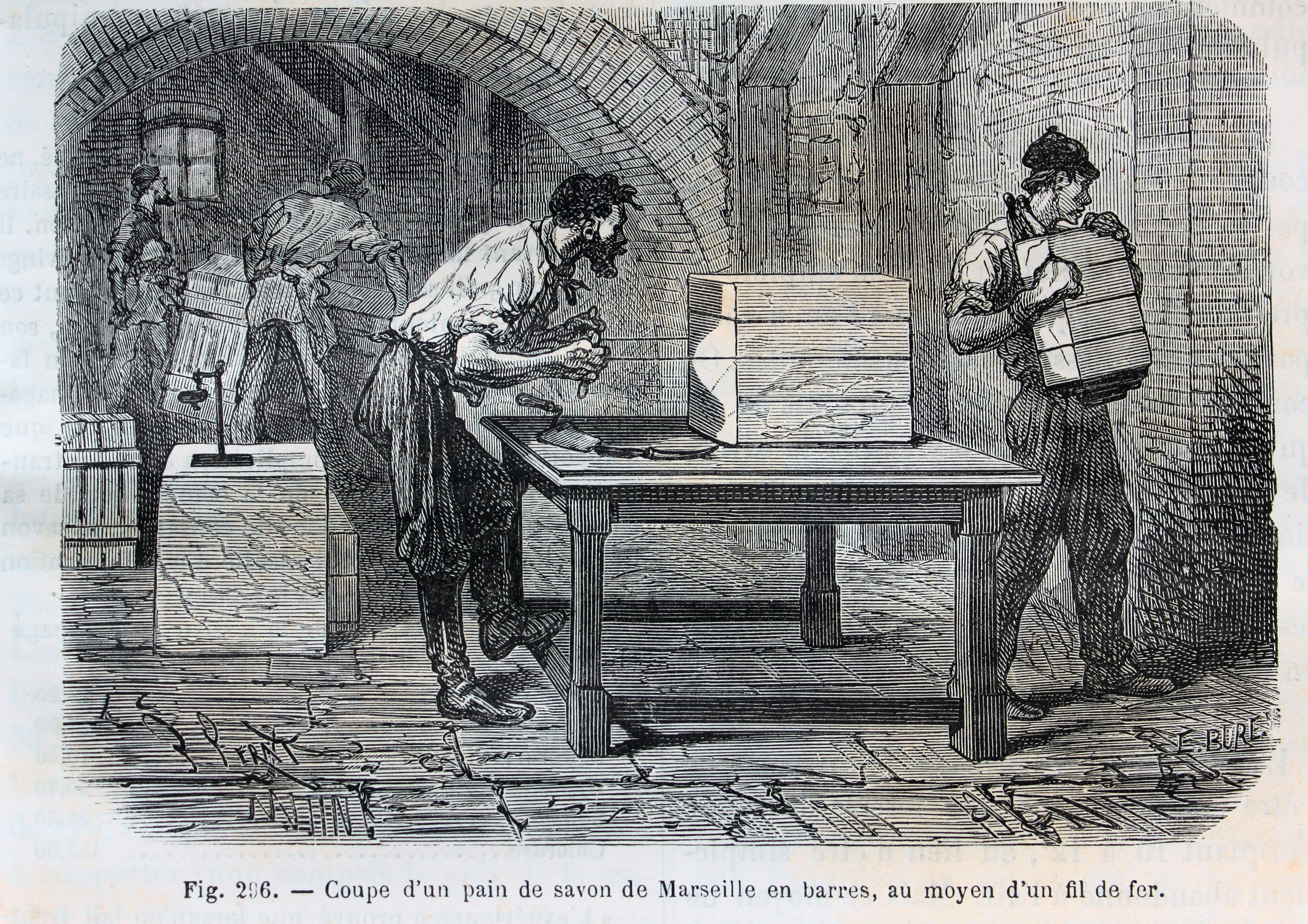
マルセイユ石鹸の大きなブロックを鉄線で小さく切り分ける作業。1870年頃、J.フェラ画[17]。
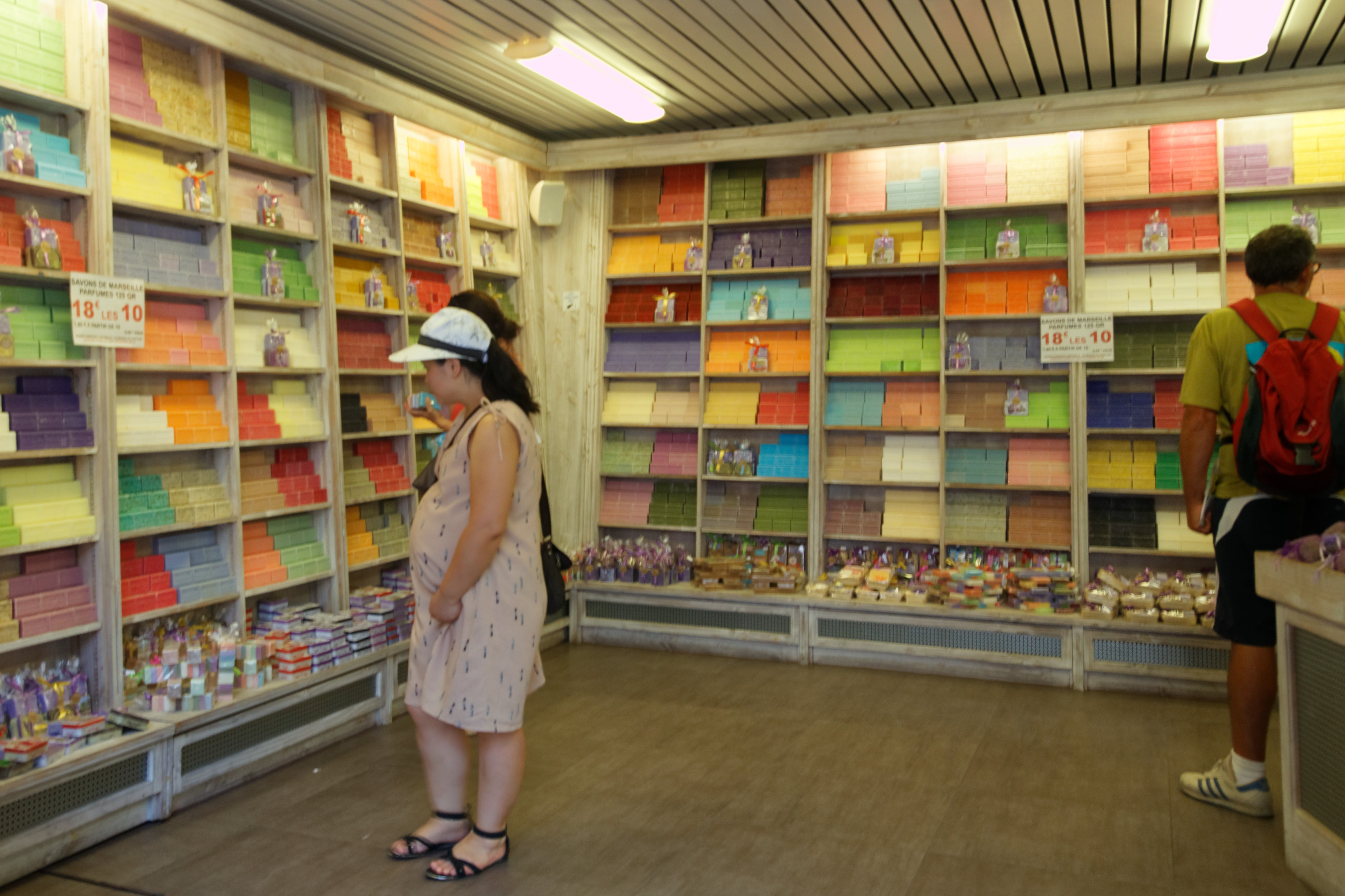
アヴィニョンのマルセイユ石鹸専門店

### スポーツ
高齢者に人気のスポーツはペタンクであり、広場では必ず見かける光景で、ワールドカップも開催されている。また、セーリングやウィンドサーフィン、パワーボートなどのマリンスポーツも非常に盛んである。
サッカーリーグであるリーグ・アンに所属するオリンピック・マルセイユは、地元民から絶大な人気を誇っておりアイデンティティーでもある。フランス国内においても、パリ・サンジェルマンFCに次いで人気のクラブである。また、フランスのチームで唯一、UEFAチャンピオンズリーグを制覇している。

### 映画
マルセイユが舞台の作品
- マルセイユの一夜 (1948年, フランス)
- マルセイユ特急 (1974年, イギリス / フランス)
- フレンチ・コネクション2 (1975年, アメリカ)
- スチュワーデス物語 (1983年, 日本 / 第6話・第11話)
- 想い出のマルセイユ (1998年, フランス)
- マルセイユの恋 (1996年, フランス)
- 幼なじみ (1998年, フランス)
- TAXiシリーズ (1998年, フランス)
- マルセイユ・ヴァイス (2003年, フランス)
- マルセイユの決着 (おとしまえ) (2007年, フランス)
- キリマンジャロの雪 (2011年, フランス)
- 虚空の鎮魂歌 (レクイエム) (2012年, フランス)
- フレンチ・コネクション 史上最強の麻薬戦争 (2014年, フランス / ベルギー)
- 音楽劇 マリウス (2017年, 日本)
- スティルウォーター (2021年, アメリカ)

## 関係者

### 著名な出身者
- マッシリアのピュテアス（紀元前4世紀の探検家）
- ピエール・ピュジェ - バロック時代の彫刻家、建築家、画家。
- モリス・ルヴィエ（フランス語版、英語版）（第三共和政期のフランスの首相） - 露仏同盟や英仏協商による対独包囲網デルカッセ体制が敷かれたモロッコ事件時の首相。リセ・マルセイユ（fr, 現リセ・ティエール）出身。エクス生まれ、パリ西郊ヌイイで死去。
- マキシム・ウェイガン（フランス陸軍総司令官） - 第二次世界大戦時の連合軍総司令官、ヴィシー政権国防大臣。リセ・ティエール出身、マルセイユ育ち。
- エドゥアール・バラデュール（フランスの首相） - リセ・ティエール出身、マルセイユ育ち。
- デジレ・クラリー（ナポレオン・ボナパルトの元婚約者）
- エドモン・ロスタン（劇作家） - 『シラノ・ド・ベルジュラック』の作者
- サン＝ポル＝ルー（詩人・劇作家）
- フェルナンデル（喜劇俳優）
- ポール・モーリア（ミュージシャン）
- コラ・ヴォケール（シャンソン歌手）
- マーク・パンサー (日本のミュージシャン、globe)
- ジネディーヌ・ジダン（サッカー選手）
- エリック・カントナ（サッカー選手）
- サミル・ナスリ（サッカー選手）
- シリル・アビディ（キックボクサー）
- パトリック・ルケマン（カーデザイナー）
- ニコラ・ミナシアン（レーシングドライバー）

### 居住者その他ゆかりある人物
- アルチュール・ランボー（詩人）- シャルルヴィル生まれ。マルセイユで死去。
- バルバラ（歌手）- パリ17区生まれ。マルセイユ、ロアンヌ等で居住。その後ナチス・ドイツによるフランス占領によりアンドル県、タルブ、イゼール県等転々とした。
- アンドレ・ルデュック（自転車レーサー、ツール・ド・フランス区間優勝歴代3位） - パリ19区育ち、パリ16区等に居住。マルセイユの病院で死去。